# Sageta negra
La sageta negra (Gegenes nostrodamus) és una espècie de lepidòpter papilionoïdeu de la família dels hespèrids (Hesperiidae) present als Països Catalans.

## Distribució
S'estén de forma dispersa pel sud d'Europa, des del sud-oest de la península Ibèrica fins als Balcans passant per la península Itàlica. També és present al nord d'Àfrica, i a l'Àsia des de Turquia i Aràbia fins a l'Afganistan, Pakistan i el nord de l'Índia. Absent de les principals illes mediterrànies, excepte Sardenya, Sicília i Creta. A la península Ibèrica ocupa majoritàriament gran part de la franja litoral, però també penetra cap a l'interior, arribant fins a les províncies de Valladolid, Madrid, Toledo i Conca, així com per la vall de l'Ebre fins a la Rioja i Navarra. A Catalunya es troba de forma dispersa per la franja litoral central i meridional, així com en punts de la Depressió Central i vall de l'Ebre. Absent de les illes Balears, on és substituïda per la molt semblant sageta petita (Gegenes pumilio).

## Descripció
Longitud de les ales anteriors d'entre 14,5 i 17 mm. Cert dimorfisme sexual per la presència, en la femella, de petites taques clares a la part exterior de l'anvers de l'ala anterior. Anvers de color bru fosc en ambdues ales. Revers de l'ala anterior de color bru pàl·lid a gris i de l'ala posterior gris-bru uniforme. Les taques clares presents en la femella són més difuses al revers.

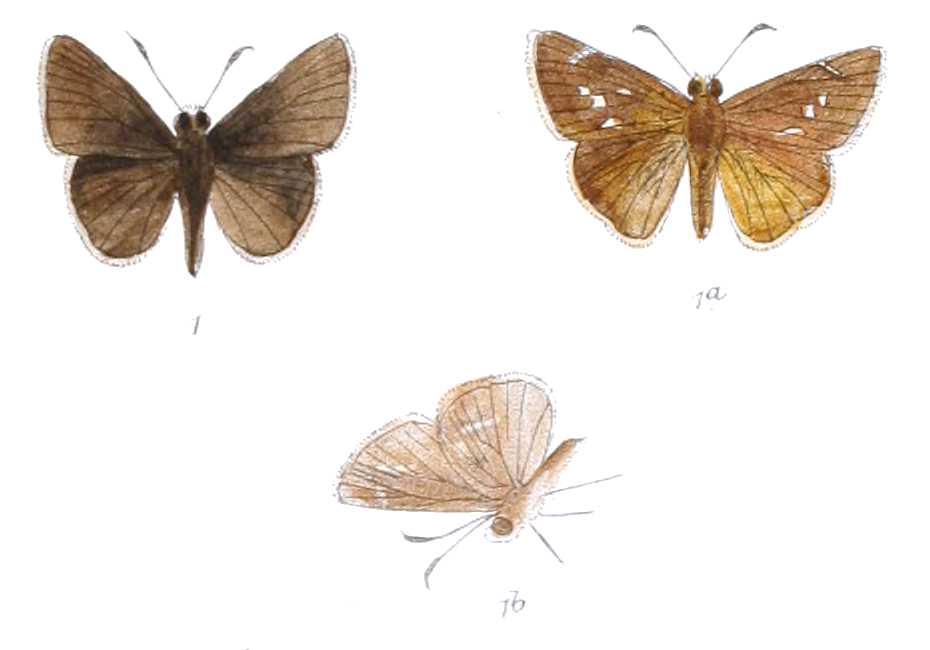
Il·lustracions de Gegenes nostrodamus

## Hàbitat
Fons de barrancs i zones pedregoses o sorrenques amb vegetació esparsa properes a cursos fluvials. També en zones ruderals, camps de conreu i zones humides litorals. Rang altitudinal des del nivell del mar fins als 1800 m a la Serralada de l'Atles. L'eruga s'alimenta de diverses gramínies, com ara espècies dels gèneres Aeluropus i Panicum a la península del Sinaí, a Egipte, mentre que no es tenen dades d'Europa, excepte del sud de la península Ibèrica, on s'han trobat erugues en blat de moro (Zea mays), senill (Phragmites australis), sisca (Imperata cilindrica), cardellet (Scolymus hispanicus) i arròs (Oryza sativa).

## Període de vol i hibernació
Vola en dues o tres generacions entre finals d'abril i octubre, segons la localitat, sent la primera generació molt escassa. A Catalunya es considera una espècie bivoltina en aquelles localitats on existeixen poblacions permanents, amb la primera generació des de finals de maig fins a principi de juliol i la segona a finals d'estiu, entre agost i setembre. En aquests casos hiverna com a eruga. Tot i això, en gran part de la seva distribució a Catalunya només és present com a migradora, on apareix a la segona meitat de l'estiu. No es coneix l'origen d'aquests migrants, però podrien provenir d'àrees relativament properes on aquesta papallona és molt abundant, com són el sud de la península Ibèrica i el nord d'Àfrica.

## Comportament i particularitats biològiques
Els mascles d'aquesta espècie presenten un vol molt ràpid i proper al terra, són territorials, i sovint resten aturats sobre el terra nu o sobre pedres exposades al sol, on són difícils de detectar. Acostuma a ser desconfiada, però retorna ràpidament al lloc on estava posada en cas de ser molestada. Les femelles es posen en herbes altes o en tiges de flors a primeres hores del dia, però són molt menys conspícues en altres moments del dia.

## Espècies ibèriques similars
- Sageta petita (Gegenes pumilio)
- Sageta gran (Borbo borbonica)

## Galeria

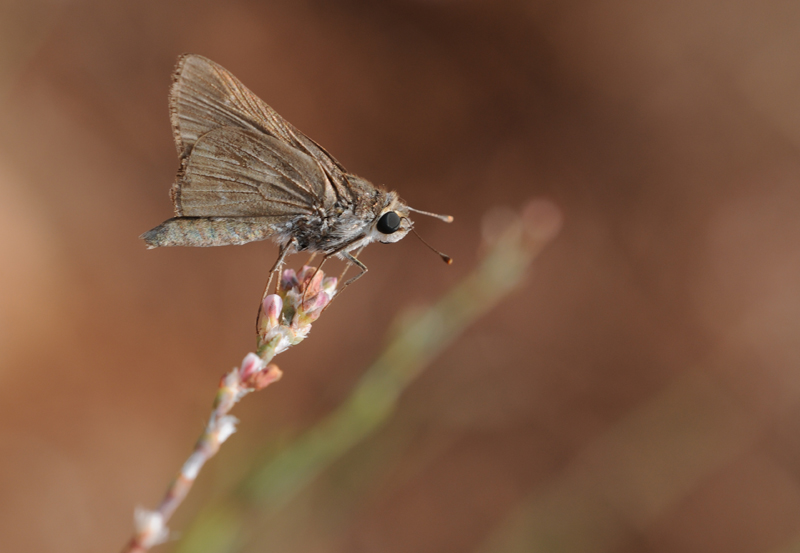
Revers d'un adult
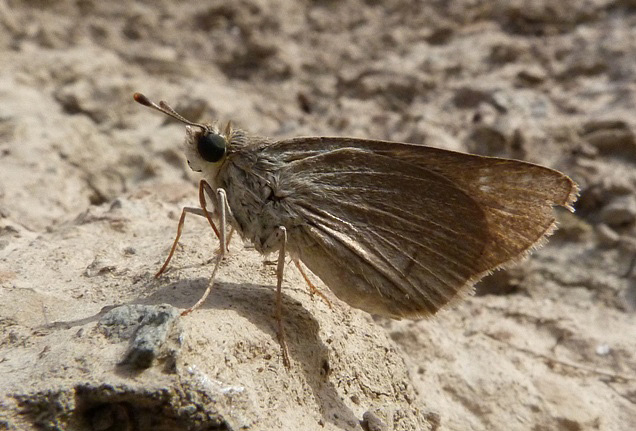
Revers d'un adult aturat a terra
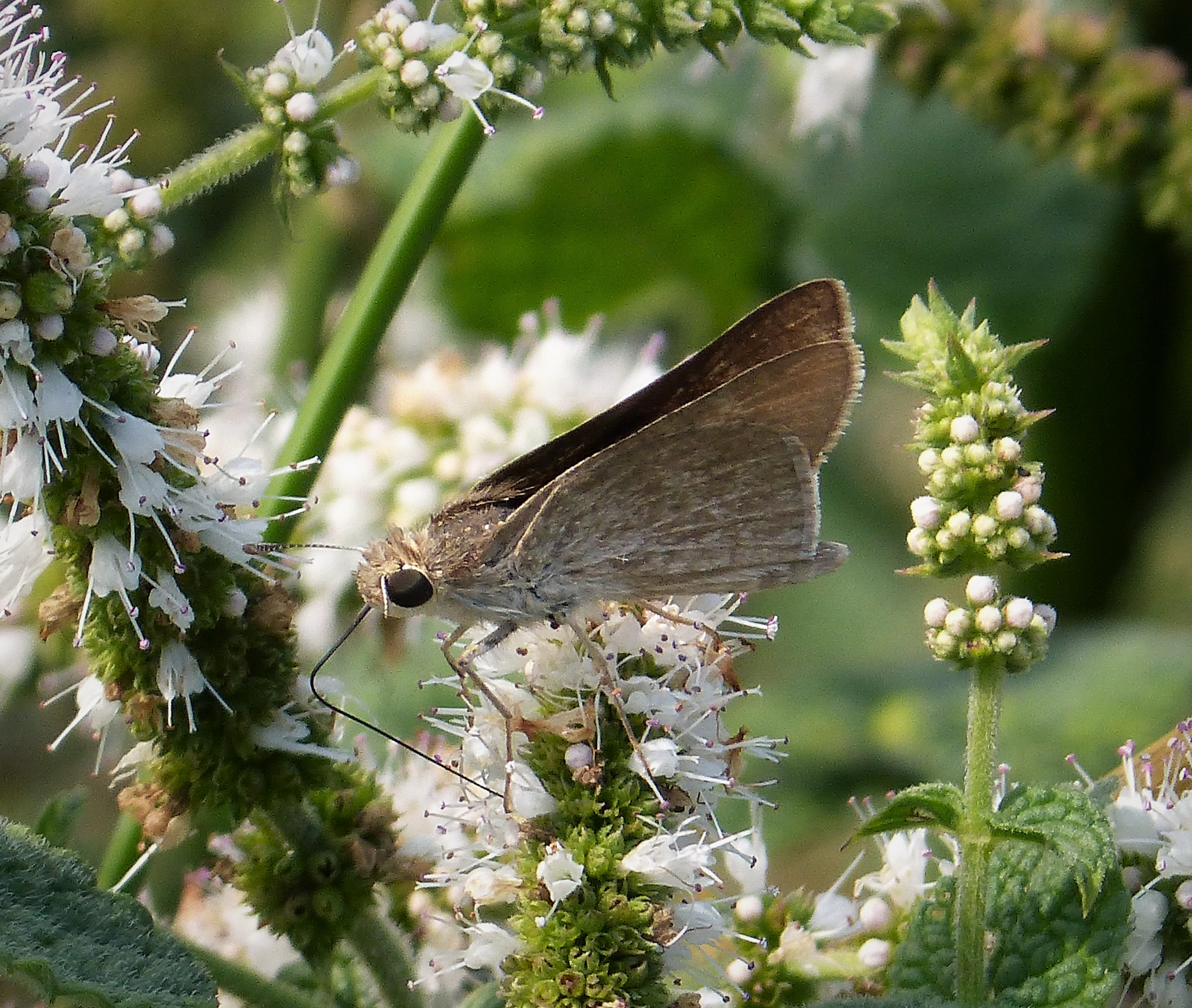
Adult alimentant-se
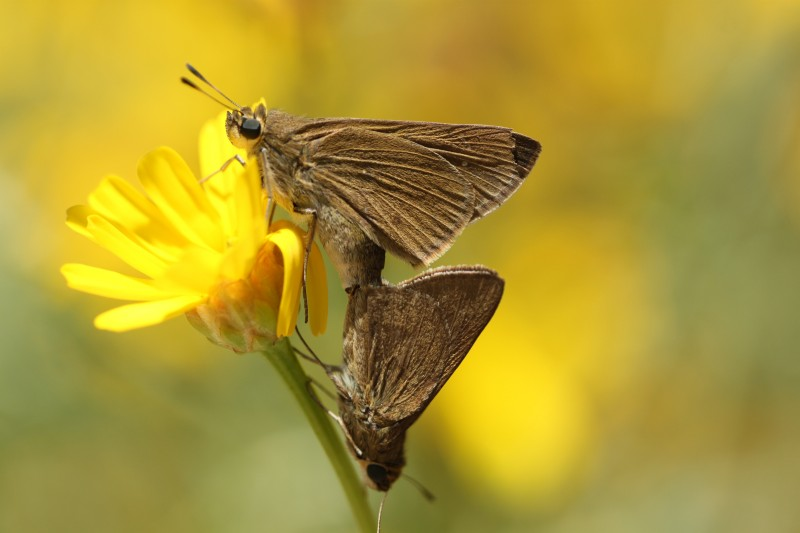
Aparellament